# Dragutin Barić (zrakoplovac)
Dragutin Barić (1959. – 21. prosinca 1991., zračna luka Vrsar), hrvatski ratni zrakoplovac, jedan od tvoraca Hrvatskog ratnog zrakoplovstva.

## Životopis
Bio je profesionalni zaposlenik u JNA u zrakoplovnoj postrojbi u Lučkom. Malo nakon izbijanja Domovinskog rata, u travnja 1991. odlučio je nešto učiniti. Da bi poduzeo pravu mjeru, pitao je ondašnjeg predsjednika Hrvatskog sabora Stjepana Sulimanca što trebaju učiniti Hrvati koji su u djelatnom sastavu JNA, na što ju je rečeno da trebaju čekati. Srpnja 1991. godine zatražio je raskid vojne službe u JNA. Odmah je otišao u Stožer Zbora narodne garde na Tuškancu. Suosnivač Prve zrakoplovne grupe, koja je prerasla u Hrvatsko ratno zrakoplovstvo. Jedan od prvih pripadnika Hrvatskog ratnog zrakoplovstva i protuzračne obrane. Nakon što je Aerodrom Lučko oslobođen od JNA, sljedeća je zadaća bila spasiti opremu i stvoriti vlastitu zrakoplovnu radionicu. S kolegama je jedne noći poduzeo je akciju izvlačenja helikoptera. Kod Petrinje su prešli preko barikada te spasili helikopter, poslije znan kao Stara frajla. Barić je također osposobljavao hrvatske nove zrakoplovne tehničare, tada tehničko osoblje kojeg je bilo vrlo malo. Bio je koordinator tehničkog rada na malim aerodromima u Pribislavcu i Novoj Rači kod Bjelovara. Novu dužnost dobio je potkraj studenoga 1991. godine. U Zaboku je bio zamjenikom zapovjednika vojarne. Vrlo brzo stigla je nova zadaća. General Antun Tus poslao ga je na gotovo nemoguću misiju. Trebalo je od poljoprivrednih zrakoplova zaprašivača usjeva napraviti zrakoplove za borbena djelovanja. Zadaću je obnašao do velikog napada MIG-ovima 21 na Vrsar. Poginuo tijekom velikosrpske agresije 21. prosinca 1991. skupa s Draganom Gavranom prilikom zračnog napada Jugoslavenske vojske sa sedam MIG-ova 21 na aerodrom Crljenka kod Vrsara. Danas se kod aerodroma se nalazi spomen obilježje Draganu Garvanu i Dragutinu Bariću.
U trenutku pogibije Barić je nosio čin satnika, a Drago Garvan je bio časnički namjesnik. Barić je pokopan na zagrebačkome Gradskom groblju Mirogoju.
Sumještani i suborci poginulih hrvatskih branitelja Dragutina Barića, Dragana Garvana, Sabida Huskića i Stipana Liovića organizirani u funtanjanski i vrsarski ogranak Udruge hrvatski dragovoljac Domovinskog rata, njima u čast svake godine od 2007. organiziraju športske igre i druženje pod imenom Memorijal za branitelje.